# Cratere Laurencin
Laurencin  è un cratere sulla superficie di Venere. Deve il proprio nome a Marie Laurencin, pittrice francese del XX secolo.